# 乔治·伊夫林·哈钦森
乔治·伊夫林·哈钦森（英語：George Evelyn Hutchinson，1903年1月30日—1991年5月17日），英国动物学家，知名于淡水湖的研究，被认为是美国湖沼学之父。

## 生平
哈钦森生于英国剑桥，先后就读于霍尔特的格瑞萨姆学院、剑桥大学伊曼纽尔学院。在南非威特沃特斯兰德大学任教两年后，哈钦森与1928年成为耶鲁大学教师，接下来43年中他都在那儿任教。1941年成为美国公民。

## 荣誉
哈钦森1949年被选为美国文理科学院院士，1950年成为美国科学院院士。1984年他获得丹尼尔·吉罗·艾略特奖章。1986年获得京都奖。